# Guillermo Jones
Guillermo Jones (* 5. Mai 1972 in Colón, Panama) ist ein Profiboxer aus Panama.

## Profikarriere
Guillermo Jones begann seine Profikarriere 1993 im Weltergewicht, der Gewichtsklasse bis 66,7 kg. Nach 21 siegreichen Kämpfen verlor er im September 1997 gegen David Noel aus Trinidad und Tobago durch K. o. in der zweiten Runde, revanchierte sich für diese Niederlage jedoch im direkten Rückkampf, als er Noel durch technischen K. o. in der ersten Runde besiegte. Jones boxte daraufhin am 13. Februar 1998 gegen Laurent Boudouani aus Frankreich um die WBA-Weltmeisterschaft im Halbmittelgewicht. Der Kampf endete in einem kontroversen Unentschieden, so dass auch hier ein direkter Rückkampf angesetzt wurde, in dem Jones am 30. Mai 2008 ebenfalls wieder umstritten nach Punkten unterlag.
In der Folge übersprang Jones gleich mehrere Gewichtsklassen und boxte ab 2002 hauptsächlich im Cruisergewicht, der Klasse bis 90,7 kg. Am 23. November 2002 trat er gegen den WBO-Weltmeister Johnny Nelson und boxte ein weiteres Mal nur umstritten unentschieden. Gegen den späteren IBF-Weltmeister Steve Cunningham verlor er im April 2005 nur knapp nach Punkten, besiegte allerdings noch im selben Jahr die beiden Ex-Weltmeister Kelvin Davis und Wayne Braithwaite jeweils durch technischen K. o. in Runde vier. Am 27. September 2008 besiegte Guillermo Jones in Hamburg den bis dahin amtierenden WBA-Weltmeister Firat Arslan in einem einseitigen Duell durch technischen K. o. in der zehnten Runde, nachdem der Ringrichter den Kampf wegen zu deutlicher Überlegenheit abbrach.
Nach dem Titelgewinn blieb er zwei Jahre inaktiv, so dass die WBA im August 2010 ankündigte, ihm den Titel abzuerkennen, wenn er keine Titelverteidigung absolvieren sollte. Jones trat daraufhin am 2. Oktober 2010 in Panama-Stadt gegen den Russen Waleri Brudow an und siegte durch technischen K. o. in der elften Runde, nachdem der Kampf wegen Platzwunden über Brudows Augen durch den Ringrichter abgebrochen wurde.
Im Oktober 2012 wurde ihm der Titel schließlich aberkannt, da er seit seinem Titelgewinn 2008 nur zwei Verteidigungen bestritten hatte und einen bereits angesetzten Kampftermin erneut wegen einer angeblichen Verletzung absagte. Daraufhin wurde Interimweltmeister Denis Lebedew von der WBA zum neuen Champion ernannt. Am 17. Mai 2013 gewann er gegen Lebedew durch K. o. in der elften Runde und erhielt somit den WBA-Titel zurück. Am 18. Oktober 2013 gab WBA bekannt, dass in Jones’ Blut Dopingspuren festgestellt wurden. Jones’ Sieg wurde annulliert und der Titel ging zurück an Lebedew.